# Mistrzostwa Świata w Kolarstwie Torowym 2016
113. Mistrzostwa Świata w Kolarstwie Torowym − zawody sportowe, które odbyły się w dniach 2–6 marca 2016, w hali sportowej London Velopark, na przedmieściach Londynu.

## Medaliści

### Kobiety
| Konkurencja         | Data    | Złoto                                                                           | Srebro                                                                       | Brąz                                                                       |
| ------------------- | ------- | ------------------------------------------------------------------------------- | ---------------------------------------------------------------------------- | -------------------------------------------------------------------------- |
| wyścig punktowy     | 5 marca | Katarzyna Pawłowska                                                             | Jasmin Glaesser                                                              | Arlenis Sierra                                                             |
| sprint drużynowy    | 2 marca | Rosja Anastasija Wojnowa · Darja Szmielowa                                      | Chiny Gong Jinjie · Zhong Tianshi                                            | Niemcy Miriam Welte · Kristina Vogel                                       |
| 500 m na czas       | 4 marca | Anastasija Wojnowa                                                              | Lee Wai Sze                                                                  | Elis Ligtlee                                                               |
| wyścig drużynowy    | 4 marca | Stany Zjednoczone Sarah Hammer · Kelly Catlin · Chloe Dygert · Jennifer Valente | Kanada Allison Beveridge · Jasmin Glaesser · Kirsti Lay · Georgia Simmerling | Wielka Brytania Laura Trott · Elinor Barker · Ciara Horne · Joanna Rowsell |
| wyścig indywidualny | 2 marca | Rebecca Wiasak                                                                  | Małgorzata Wojtyra                                                           | Annie Foreman-Mackey                                                       |
| scratch             | 3 marca | Laura Trott                                                                     | Kirsten Wild                                                                 | Stephanie Roorda                                                           |
| sprint indywidualny | 6 marca | Zhong Tianshi                                                                   | Lin Junhong                                                                  | Kristina Vogel                                                             |
| omnium              | 6 marca | Laura Trott                                                                     | Laurie Berthon                                                               | Sarah Hammer                                                               |
| keirin              | 3 marca | Kristina Vogel                                                                  | Anna Meares                                                                  | Becky James                                                                |

### Mężczyźni
| Konkurencja         | Data    | Złoto | Srebro | Brąz                                                                                             |
| ------------------- | ------- | --- | --- | ------------------------------------------------------------------------------------------------ |
| sprint drużynowy    | 2 marca | Nowa Zelandia Ethan Mitchell · Sam Webster · Edward Dawkins                                                 | Holandia Nils van ’t Hoenderdaal · Jeffrey Hoogland · Matthijs Büchli · Hugo Haak                               | Niemcy René Enders · Max Niederlag · Joachim Eilers                                              |
| scratch             | 2 marca | Sebastián Mora                                                                                              | Ignacio Prado                                                                                                   | Claudio Imhof                                                                                    |
| keirin              | 6 marca | Joachim Eilers                                                                                              | Edward Dawkins                                                                                                  | Azizulhasni Awang                                                                                |
| wyścig drużynowy    | 3 marca | Australia Sam Welsford · Michael Hepburn · Callum Scotson · Miles Scotson · Alexander Porter · Luke Davison | Wielka Brytania Jonathan Dibben · Edward Clancy · Owain Doull · Bradley Wiggins · Steven Burke · Andrew Tennant | Dania Lasse Norman Hansen · Niklas Larsen · Frederik Madsen · Casper von Folsach · Rasmus Quaade |
| 1 km                | 3 marca | Joachim Eilers                                                                                              | Theo Bos | Quentin Lafargue                                                                                 |
| wyścig punktowy     | 4 marca | Jonathan Dibben                                                                                             | Andreas Graf | Kenny De Ketele                                                                                  |
| omnium              | 5 marca | Fernando Gaviria                                                                                            | Roger Kluge | Glenn O’Shea                                                                                     |
| wyścig indywidualny | 4 marca | Filippo Ganna                                                                                               | Domenic Weinstein                                                                                               | Andrew Tennant                                                                                   |
| sprint indywidualny | 5 marca | Jason Kenny                                                                                                 | Matthew Glaetzer                                                                                                | Dienis Dmitrijew                                                                                 |
| madison             | 6 marca | Wielka Brytania Bradley Wiggins · Mark Cavendish                                                            | Francja Morgan Kneisky · Benjamin Thomas                                                                        | Hiszpania Sebastián Mora · Albert Torres                                                         |

## Tabela medalowa
| Miejsce | Reprezentacja     |   |   |   | Razem |
| ------- | ----------------- | - | - | - | ----- |
| 1.      | Wielka Brytania   | 5 | 1 | 3 | 9     |
| 2.      | Niemcy            | 3 | 2 | 3 | 8     |
| 3.      | Australia         | 2 | 2 | 1 | 5     |
| 4.      | Rosja             | 2 | 0 | 1 | 3     |
| 5.      | Chiny             | 1 | 2 | 0 | 3     |
| 6.      | Nowa Zelandia     | 1 | 1 | 0 | 2     |
| 6.      | Polska            | 1 | 1 | 0 | 2     |
| 8.      | Hiszpania         | 1 | 0 | 1 | 2     |
| 8.      | Stany Zjednoczone | 1 | 0 | 1 | 2     |
| 10.     | Kolumbia          | 1 | 0 | 0 | 1     |
| 10.     | Włochy            | 1 | 0 | 0 | 1     |
| 12.     | Holandia          | 0 | 3 | 1 | 4     |
| 13.     | Kanada            | 0 | 2 | 2 | 4     |
| 14.     | Francja           | 0 | 2 | 1 | 3     |
| 15.     | Austria           | 0 | 1 | 0 | 1     |
| 15.     | Hongkong          | 0 | 1 | 0 | 1     |
| 15.     | Meksyk            | 0 | 1 | 0 | 1     |
| 18.     | Dania             | 0 | 0 | 1 | 1     |
| 18.     | Malezja           | 0 | 0 | 1 | 1     |
| 18.     | Szwajcaria        | 0 | 0 | 1 | 1     |